# Ankylopteryx (Ankylopteryx) alluaudi
Ankylopteryx (Ankylopteryx) alluaudi is een insect uit de familie van de gaasvliegen (Chrysopidae), die tot de orde netvleugeligen (Neuroptera) behoort. 
Ankylopteryx (Ankylopteryx) alluaudi is voor het eerst wetenschappelijk beschreven door Navás in 1910.